# Guido von List
Guido von List (5. oktober 1848 – 17. maj 1919) var en okkultist, raceideolog og grundlægger af ariosofien.
Han var i sin tænkning påvirket af bl.a. Joseph Arthur Gobineau og Helena Petrovna Blavatsky. Han troede på eksistensen af en verdensomspænende jødisk sammensværgelse mod den ariske race.
Von List blev født i Wien og voksede op i en romersk-katolsk familie, hvor det var forventet, at han skulle følge i sin faders fodspor som forretningsmand. Von List viste imidlertid interesser for hedenske ritualer m.v. og ældre nordisk religion. Han blev tilknyttet organisationen Österreichischer Alpenverein, som han i 1871 blev sekretær for. Han var aktiv med vandringer i alperne. Von List skrev til flere aviser med refleksioner over livet i bjergene og mysticisme. En del af disse udgivelser blev senere udgivet i bogen Deutsch-Mythologische Landschaftsbilder med illustrationer af von List selv. 
Guido von List var stærkt inspireret af de teosofiske tanker af bl.a. Madame Blavatsky, som han indførte i sine egne overvejelser om race og religiøse anskuelser, der var baseret på tysk hedenskab. Von List kaldte sin doktrin for “Armanisme”, der var baseret på forestillinger om sol-konger i en hedensk germansk religion. Von List hævdede, at den romersk-katolske dominans i Østrig-Ungarn udgjorde en okkupation af de germanske stammer oprindelig udtænkt af Det Romerske Imperium, og som fortsat udgjorde en undertrykkelse af det tyske folk og kelterne. 
Han mente også, at der var magiske kræfter i de gamle runer. I 1891 hævdede han, at heraldikken var baseret på runemagi. Idéen om runernes magi var bærende for von Lists tænkning. Han skrev artiklen "Das Geheimnis der Runen" i 1906, der dog blev afvist trykt i videnskabelige tidsskrifter, men fik i 1908 udgivet artiklen i udvidet form som bog. 
Det er omdiskuteret i hvilket omfang von Lists idéer og okkultisme var direkte inspiration for den okkulte nazisme, som dyrket af bl.a. SS-lederen Heinrich Himmler. Von Lists ariosofi var tæt forbundet med Thuleselskabets filosofi. Thuleselskabet grundlagde partiet Deutsche Arbeiterpartei (DAP), der var forgængeren til Tysklands naziparti NSDAP. 